# Ignatius Sancho
Pour les articles homonymes, voir Sancho.
Charles Ignatius Sancho, né vers 1729 et mort 14 décembre 1780, est un abolitionniste, écrivain et compositeur britannique. Il est le premier Britannique noir connu à avoir voté en Grande-Bretagne,,,.

## Biographie

### Enfance et formations
Ignatius Sancho est né vers 1729 et mort 14 décembre 1780. Né sur un navire négrier dans l'Atlantique, Ignatius Sancho est vendu comme esclave dans la colonie espagnole de la Nouvelle-Grenade. Après la mort de ses parents, le propriétaire de Sancho emmena l'orphelin de deux ans en Grande-Bretagne et le confia à trois sœurs de Greenwich où il reste pendant dix-huit ans. Ces dernières lui interdisant l'accès à l'éducation et le traitant durement, il ne supporta plus d'être leur serviteur et s'enfuit à la Montagu House de Blackheath où John Montagu, deuxième duc de Montagu, lui apprend à lire et encourage son intérêt naissant pour la littérature. Après avoir passé quelque temps comme majordome dans la maison, Sancho s'en va et lance sa propre affaire comme commerçant, tout en commençant à écrire et à publier divers essais, pièces de théâtre et livres,.
Ignatius Sancho s'engage rapidement dans le mouvement abolitionniste britannique naissant qui cherche à interdire à la fois le commerce des esclaves et l'institution de l'esclavage elle-même et il devient l'un de ses plus fervents partisans. Le statut de Sancho en tant que propriétaire masculin signifiait qu'il était légalement qualifié pour voter lors d'une élection générale, un droit qu'il a exercé en 1774 et 1780, devenant ainsi le premier Britannique noir connu à avoir voté en Grande-Bretagne. Devenu célèbre en Grande-Bretagne sous le nom de « l'extraordinaire nègre », Sancho est devenu, pour les abolitionnistes britanniques, un symbole de l'humanité des Africains et de l'immoralité de la traite des esclaves et de l'esclavage. Sancho est mort en 1780, et ses Lettres de feu Ignatius Sancho, un africain, éditées et publiées deux ans après sa mort, ont été le premier recueil de lettres publié par un écrivain africain.

### Vie en Grande-Bretagne
L'éducation informelle de Ignatius Sancho rendait insupportable son manque de liberté à Greenwich, et il s'enfuit à Montagu House à Blackheath en 1749. Pendant deux ans et ce jusqu'à sa mort en 1751, Ignatius Sancho travaille comme majordome pour la duchesse de Montagu à sa résidence, où il se plonge dans la musique, la poésie, la lecture et l'écriture. À sa mort en 1751, Ignatius Sancho reçoit une rente de 30 £ (environ 7 000 £ en 2020 selon le calculateur d'inflation de la Banque d'Angleterre) et une année de salaire[pas clair]. Le 17 décembre 1758, il épouse une antillaise, Anne Osborne, devenant un mari et un père dévoué. Ils ont sept enfants : Frances Joanna, Ann Alice, Elizabeth Bruce, Jonathan William, Lydia, Katherine Margaret et William Leach Osborne. Vers la naissance de leur troisième enfant, Ignatius Sancho devient valet de chambre de George Montagu, le gendre de son précédent patron. Il reste valet de chambre jusqu'en 1773,.

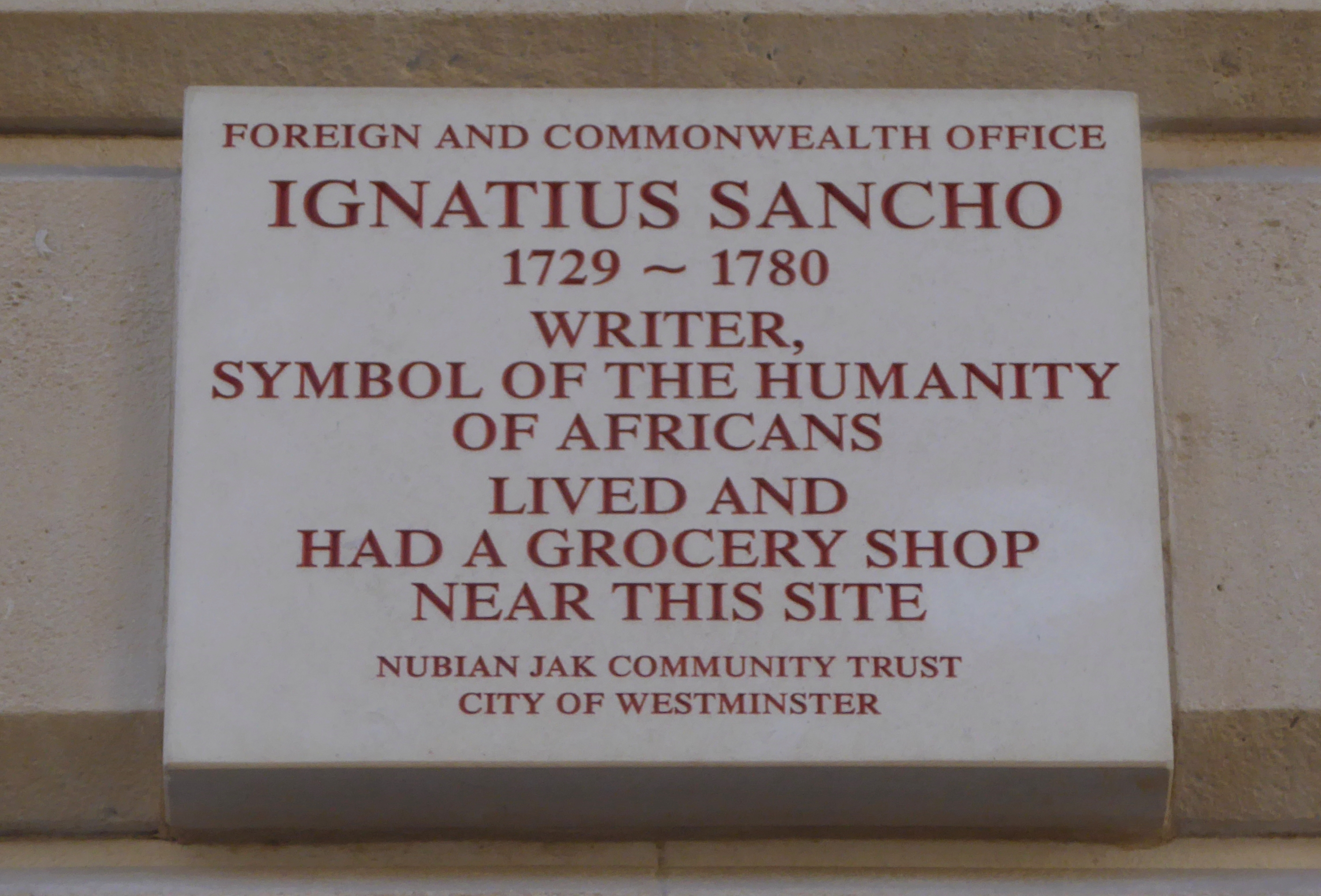
Plaque d'Ignatius Sancho dans la rue King Charles.

En 1768, l'artiste britannique Thomas Gainsborough peint un portrait de Ignatius Sancho en même temps que la duchesse de Montagu se fait également tirer le portrait par Gainsborough. À la fin des années 1760, Ignatius Sancho est bien accompli et est considéré par beaucoup comme un homme raffiné. En 1766, au plus fort du débat sur l'esclavage, Sancho écrit au romancier anglo-irlandais Laurence Sterne, encourageant le célèbre écrivain à faire pression pour l'abolition du commerce des esclaves,.
En juillet 1766, Sterne a reçu la lettre de d'Ignatius Sancho peu de temps après avoir terminé l'écriture d'une conversation entre ses personnages fictifs, le caporal Trim et son frère Tom dans Tristram Shandy, dans laquelle Tom décrivait les mauvais traitements infligés à un serviteur africain dans une saucisserie de Lisbonne qu'il avait visitée. La réponse de Sterne à la lettre de Sancho, largement diffusée le 27 juillet 1766, est devenue une partie intégrante de la littérature abolitionniste du XVIIIe siècle,.
Après la publication des lettres de Sancho-Sterne, Sancho devient un homme de lettres très connu. Ignatius Sancho, sujet britannique et électeur à Westminster, a noté que, bien qu'il soit dans le pays depuis l'âge de deux ans, il a le sentiment de n'être « qu'un locataire ». Dans d'autres écrits, il décrit sa vie : « Nous sommes allés par l'eau - avons eu un car pour rentrer chez nous - avons été regardés - suivis, etc. etc. - mais pas trop maltraité (à cette époque) ». À une autre occasion, il écrit : « Ils nous ont arrêtés en ville et nous ont très généreusement insultés »,,.

## Commerçant
En 1774, avec l'aide de Montagu, Ignatius Sancho, souffrant d'une mauvaise santé due à la goutte, ouvre une épicerie, proposant des marchandises telles que du tabac, du sucre et du thé, au 19 Charles Street dans le quartier de Mayfair à Londres à Westminster. Il s'agit de marchandises  principalement produites par les esclaves des Antilles,.
En tant que commerçant, Ignatius Sancho a plus de temps pour se retrouver, correspondre avec ses nombreux amis, partager son plaisir de la littérature, et sa boutique reçoit de nombreux visiteurs. Il écrit et publie une théorie de la musique, bien qu'aucune copie ne subsiste aujourd'hui. 62 compositions connues de Sancho ont été imprimées dans quatre collections à Londres entre 1767 et 1779 environ : Minuets Cotillons & Country Dances, book I (vers 1767), contenant 24 danses ; A Collection of New Songs (vers 1769), six chansons sur des paroles de William Shakespeare, David Garrick, Anacreon et des auteurs non identifiés ; Minuets, &c., &c., book II (vers 1770), avec 20 danses ; et Twelve Country Dances for the Year 1779. En outre, il a écrit deux pièces de théâtre. En tant qu'homme indépendant financièrement vivant à Londres, il s'est qualifié pour voter aux élections parlementaires de 1774 et 1780 ; il est la première personne d'origine africaine connue à avoir voté en Grande-Bretagne. À cette époque, il écrit également des lettres et dans des journaux, sous son propre nom et sous le pseudonyme « Africanus »,.

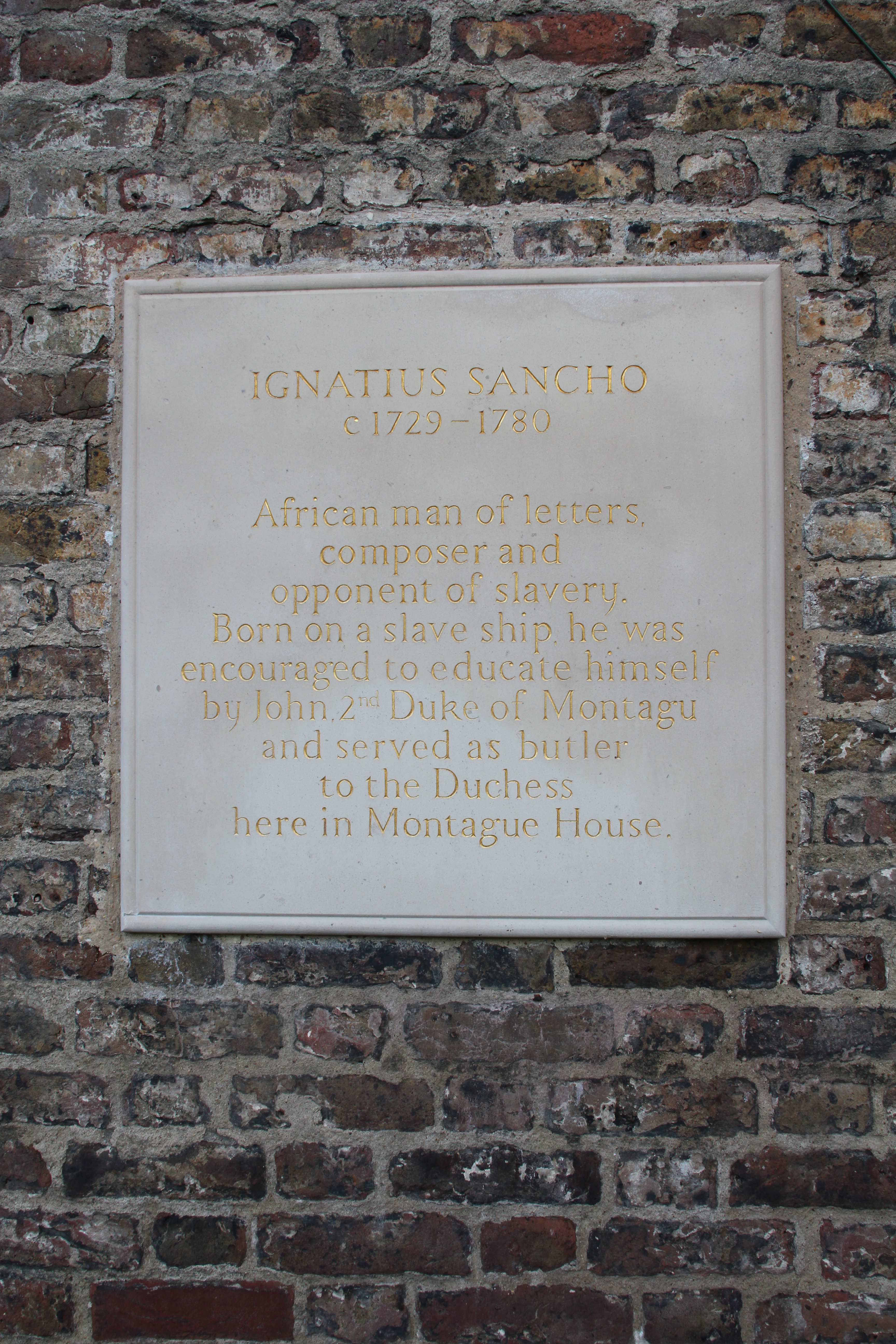
Plaque à la mémoire d'Ignatius Sancho sur le site de Montagu House.

Parmi ses connaissances figurent des personnalités telles que Thomas Gainsborough, l'acteur shakespearien David Garrick, le virtuose du violon Felice Giardini, le prédicateur William Dodd, le sculpteur Joseph Nollekens et le romancier Laurence Sterne. Nollekens a donné à Sancho un moulage en plâtre de son buste en marbre de Sterne datant de 1766. Sancho a reçu de nombreux visiteurs éminents dans sa boutique, notamment l'homme d'État et abolitionniste Charles James Fox, qui a réussi à faire adopter par le parlement une résolution l'engageant à abolir la traite des esclaves. Il supervisa un projet de loi sur le commerce d'esclaves à l'étranger au printemps 1806 qui interdisait aux sujets britanniques de participer au commerce d'esclaves avec les colonies des ennemis de guerre de la Grande-Bretagne, éliminant ainsi les deux tiers du commerce d'esclaves passant par les ports britanniques,,.

## Mort
Ignatius Sancho est mort des effets de la goutte le 14 décembre 1780 et est enterré dans le cimetière de Sainte-Marguerite à Westminster. Il n'y a pas de monument commémoratif à l'église, car les pierres tombales (qui reposent à plat) dans le cimetière ont été recouvertes d'herbe en 1880 et aucune inscription n'a été trouvée pour lui lorsqu'un relevé des épitaphes existantes a été effectué. Il est la première personne d'origine africaine connue à recevoir une nécrologie dans la presse britannique,,.